# 레프카다
레프카다(현대 그리스어: Λευκάδα) 또는 레우카스(고대 그리스어 및 카타레부사 그리스어: Λευκάς, 이탈리아어: Santa Maura)는 이오니아해에서 그리스 서부 해안에 있는 그리스의 섬으로 그리스 본토와는 부교나 둑길로 연결되어 있다. 섬 북쪽에 레프카다 시가 있으며, 행정 구역상 레프카다 현에 속해 있다.